# Börneplatzsynagoge

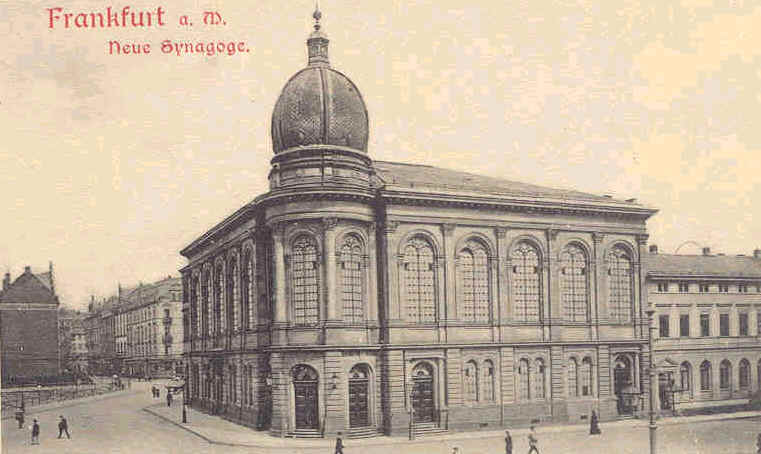
Die Börneplatzsynagoge vom Börneplatz aus gesehen, ca. 1890. Rechts das Nebengebäude, in dem der Rabbiner wohnte.

Die Börneplatzsynagoge war eine von 1882 bis 1938 bestehende Synagoge der israelitischen Gemeinde am Börneplatz in Frankfurt am Main. Nach dem Rabbiner Markus Horovitz wurde sie umgangssprachlich auch als Horovitzsynagoge bezeichnet. Der Name Synagoge am Börneplatz oder Börneplatzsynagoge galt erst ab 1885, als der Judenmarkt in Börneplatz umbenannt wurde, und offiziell bis 1935, als der Börneplatz in Dominikanerplatz umbenannt wurde. Ursprünglich hieß sie Synagoge am Judenmarkt und zuletzt Synagoge am Dominikanerplatz.
Die Börneplatzsynagoge war eine der vier großen Frankfurter Synagogen und diente dem orthodoxen Flügel der Gemeinde als geistliches Zentrum. Am 10. November 1938 wurde sie während der Novemberpogrome von einem nationalsozialistischen Mob in Brand gesetzt. Sie brannte bis auf die Außenmauern nieder. Ihre Reste wurden unmittelbar darauf abgetragen. In der Gedenkstätte Neuer Börneplatz erinnern heute Markierungen am Boden und eine Gedenktafel an die ehemalige Synagoge.

## Lage

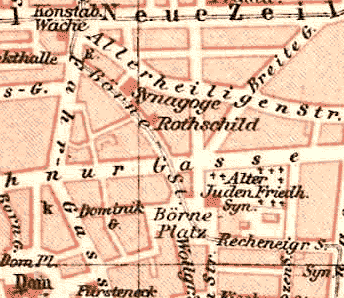
Lage der Börneplatzsynagoge: roter Quader mit der Bezeichnung Syn. zwischen Börne Platz und Alter Juden Friedh. (Stadtplan von 1893)

Die Börneplatzsynagoge wurde im nordöstlichen Bereich des bis 1885 Judenmarkt genannten Börneplatzes errichtet, in unmittelbarer Nähe der Judengasse. Die Judengasse, das ehemalige jüdische Ghetto, wurde 1885 in Börnestraße umbenannt. Etwa 50 Meter weiter nördlich verlief in Ost-West-Richtung die Schnurgasse, die heutige Battonnstraße.
Die Synagoge grenzte an den nordöstlich gelegenen, seit 1828 geschlossenen Alten Jüdischen Friedhof, der heute Jüdischer Friedhof Battonnstraße genannt wird. An ihrer Ostseite war ein mehrstöckiges Gebäude angebaut, in dem der Gemeinderabbiner im ersten Stock wohnte. Nur ein paar Schritte von diesem Gebäude entfernt, auf dem Gelände des heutigen Neuen Börneplatzes, stand seit 1829 das Krankenhaus der Israelitischen Männer- und Frauen-Krankenkassen.

## Geschichte

### Hintergrund

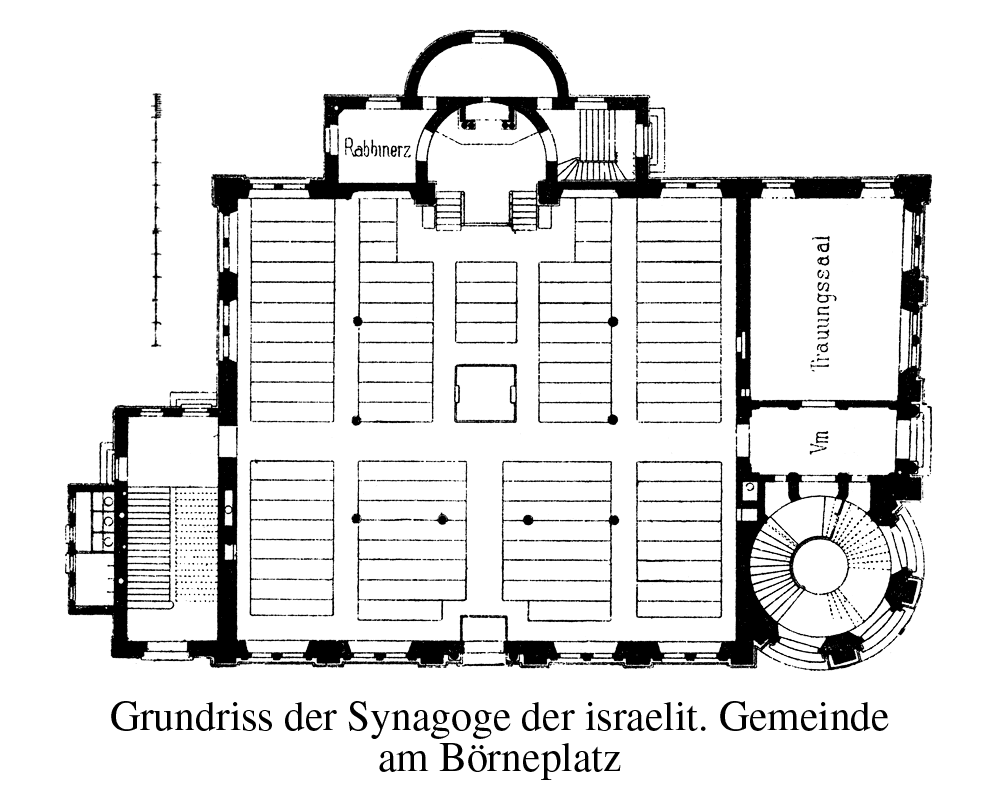
Grundriss der Synagoge, um 1880 (oben ist Osten, rechts ist Süden)

Die Synagoge in Frankfurt am Main von Max Beckmann, 1919, Städel Museum, Frankfurt am Main

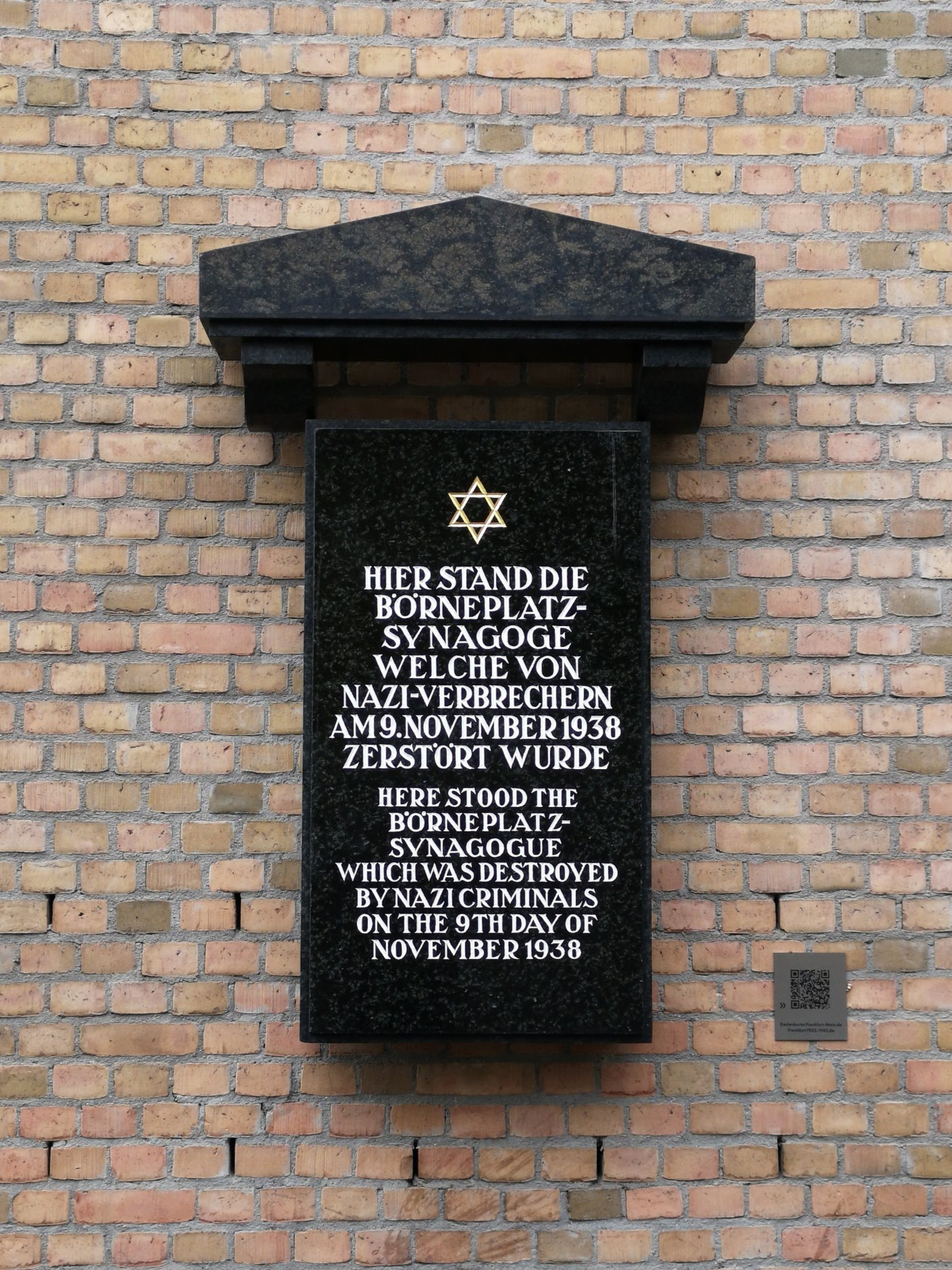
Gedenktafel für die zerstörte Synagoge

1851 spaltete sich eine streng orthodoxe Israelitische Religionsgesellschaft von der Israelitischen Gemeinde Frankfurts ab. Vorausgegangen war ein Konflikt über die Berufung des liberalen Rabbiners Leopold Stein, eines Vertreters der jüdischen Reformbewegung. Um die weitere Abwanderung orthodoxer Juden aus der Mehrheitsgemeinde zu vermeiden, bemühte sich die Gemeinde, zusätzlich zur liberalen Hauptsynagoge eine weitere Synagoge für die Anhänger des orthodoxen Ritus zu errichten. 1878 wurde mit Markus Horovitz ein orthodoxer Rabbiner für die Israelitische Gemeinde berufen.
Für den Bau der neuen orthodoxen Synagoge wurde das ehemalige Israelitische Hospital abgerissen. 1796 als „Fremdenhospital“ erbaut, war es bis etwa 1874 in Betrieb gewesen, als es von dem neuen Israelitischen Hospital in der Königswarterstraße 26 abgelöst wurde.
1881 begann der Bau der Synagoge nach Plänen von Siegfried Kusnitzky. Am 10. September 1882 wurde sie feierlich eingeweiht. 

### Gebäude
Der im Stil der italienischen Renaissance gehaltene Bau aus rotem Main-Sandstein, dem für repräsentative Bauten in Frankfurt typischen Material, bot im Innern der einschiffigen Halle 520 Plätze für Männer und auf der umlaufenden Empore 360 Plätze für Frauen. Unter der zum Börneplatz gelegenen kupfergedeckten Kuppel befand sich eine Apsis mit dem Toraschrein. Anders als bei der nahe gelegenen Hauptsynagoge fehlten liturgische Elemente, die dem orthodoxen Judentum fremd sind, zum Beispiel eine Orgel.
1901 wurde die Börneplatzsynagoge um 400 Plätze erweitert. 1919 malte Max Beckmann sein bekanntes Bild Die Synagoge in Frankfurt am Main, das sich heute im Städel befindet.

### Zerstörung
In der Nacht vom 9. auf den 10. November 1938 setzten marodierende Gruppen der SA die Synagoge in Brand. Da die herbeigeeilte Feuerwehr nichts zur Bekämpfung des Feuers unternahm, brannte das Gebäude mit seiner gesamten Inneneinrichtung aus. Die ausgeglühte Ruine wurde Anfang 1939 auf Kosten der israelitischen Gemeinde abgetragen, das Grundstück gegen eine geringe Entschädigung an die Stadt abgetreten. Noch brauchbare Steine wurden zum Bau einer Mauer entlang der Eckenheimer Landstraße verwendet, um das 1928 erweiterte Gelände des Hauptfriedhofs einzufrieden.

## Die Auseinandersetzung um die Börneplatzbebauung
Nach dem Zweiten Weltkrieg blieb das Grundstück der ehemaligen Synagoge im Besitz der Stadt. Am 20. März 1946 ließ die Alliierte Militärverwaltung dort eine Gedenktafel errichten mit dem Hinweis „Hier stand die Börneplatz-Synagoge, welche von Nazi-Verbrechern am 9. November 1938 zerstört wurde“.
Die Umgebung lag wie die gesamte östliche Innenstadt nach mehreren schweren Bombenangriffen 1943 und 1944 weitgehend in Trümmern. Erst 1952 begann der Wiederaufbau. Auf dem teils als Parkfläche genutzten Börneplatz, der noch bis 1978 seinen von den Nationalsozialisten bestimmten Namen Dominikanerplatz trug, entstand 1954 eine Blumengroßmarkthalle, die 1985 wieder abgerissen wurde.
1987 wurden beim Bau des Kundenzentrums für die Stadtwerke Frankfurt am Main Reste einer Mikwe im sogenannten Steinernen Haus und Fundamente von fünf Häusern der Judengasse sowie der Börneplatzsynagoge freigelegt. Dieser Fund kam unerwartet, da auch Archäologen und Stadtplaner nicht mit nennenswerten Resten der Vorgängerbauten gerechnet hatten.
Der damalige Frankfurter Oberbürgermeister Wolfram Brück lehnte einen Baustopp und eine Änderung der ursprünglichen Planung ab und wies darauf hin, dass auch die jüdische Gemeinde 1983 ihre Zustimmung zur geplanten Überbauung des Börneplatzes gegeben hatte. Sein Amtsvorgänger Walter Wallmann sah in den Fundamenten der Judengasse keinen Anlass für Scham. Daraufhin entwickelte sich eine bundesweite Debatte über den angemessenen Umgang mit den Überresten jüdischer Kultur. Erst nach massiven öffentlichen Protesten gegen die Baupläne wurden einige Grundmauern und archäologische Zeugnisse gesichert und in das 1992 eröffnete „Museum Judengasse“ im Untergeschoss des Verwaltungsgebäudes integriert. Das „Museum Judengasse“ ist eine Außenstelle des Jüdischen Museums Frankfurt.
1996 wurde die Gedenkstätte Neuer Börneplatz eröffnet. Das Mahnmal integriert den Umriss bzw. den nicht überbauten Teil der ehemaligen Börneplatzsynagoge.